# Мароки (Терамо)
Мароки (итал. Marrocchi) је насеље у Италији у округу Терамо, региону Абруцо.
Према процени из 2011. у насељу је живело 30 становника. Насеље се налази на надморској висини од 193 м.